# Ostheim (Riedlingen)
Ostheim (auch Oschheim) ist ein abgegangener Ort bei Riedlingen im Landkreis Biberach in Baden-Württemberg. 
Der Ort lag am Fuß des Österbergs nordwestlich von Riedlingen und wurde in einer am 30. September 835 in Worms ausgestellten Urkunde erstmals erwähnt. In ihr bestätigte König Ludwig der Deutsche die von seinem Vater, Kaiser Ludwig dem Frommen, dem Abt Grimald von Weißenburg, Vorsteher der kaiserlichen Kanzlei, gemachten Güterschenkungen im Apphagau, nämlich Altheim, Riedlingen („Hruodininga“), Waldhausen („Ualdhusir“) und Ostheim.
Wann der Ort aufgegeben wurde, ist nicht bekannt. Seit dem 14. Jahrhundert erscheint bis ins 15. Jahrhundert nur noch der Flurname Ostheim.